# Saba Bangunan (Dolok Sigompulon)
Saba Bangunan is een bestuurslaag in het regentschap Padang Lawas Utara van de provincie Noord-Sumatra, Indonesië. Saba Bangunan telt 261 inwoners (volkstelling 2010).